# Vasadi Balogh György
 Vasadi Balogh György  (Gyúró, 1882. december 10. – Budapest, 1960. február 7.) író, országgyűlési képviselő, történelem és földrajz szakos tanár, az Óbudai Árpád Gimnázium igazgatója 1926-ban.

## Szakmai életútja
Neves református családból származik. A gimnázium alsó osztályait a kunszentmiklósi, felső osztályait a kisújszállási ref. főgimnáziumban végezte. Ez utóbbi intézetben tett 1900. júniusában érettségi vizsgálatot. A Budapesti Királyi Magyar Tudományegyetemen 1906-ban bölcsészetdoktori diplomát, 1907-ben tanári oklevelet szerzett a történelem és földrajz tárgyakból. 1905-ben a Szitányi-féle 420 koronás ösztöndíjat nyerte el. Tanári oklevelének megszerzése után 1906-ban a Mezőtúri Református Főgimnázium földrajz-történelem szakos helyettes tanára lett. 1908-ban a Cegléd-Állami Kossuth Gimnázium helyettes tanárává nevezték ki. 1912-ben a Szeged-Állami Főreáliskola rendes tanárának nevezték ki. 1914. július hónapban innen vonul be mint tartalékos hadnagy katonai szolgálatra s négy éven át a tűzvonalban teljesít szolgálatot a szerb és olasz harctéren. 1914-ben a főhadnagy a császári és királyi 111/69. gyalogezrednél a 12-ik tábori században. A signum laudis birtokosa. 1917-ben a szegedi Dugonics-Társaság rendes s a Magyar Földrajzi Társaság évdíjas rendes tagja. Háborús cikkeket és tárcákat írt s előadást tartott a Dugonics-Társaságban. A sebesülési érem és a Károly csapatkereszt tulajdonosa. 1919-ben kerül az Árpád gimnáziumhoz s itt tanított 1941-ig Közben 1920-tól 1933-ig mint a váli kerület nemzetgyűlési, illetve országgyűlési képviselője, a kisgazda párt színeiben. Képviselői minőségében a Ház jegyzője s a közoktatási bizottság előadója is volt. Az Árpád Gimnáziumban 1920-1933 között szabadságon volt. 1916-1920 és 1933-1941 között történelmet és földrajzot tanított az Árpád Gimnáziumban. 1941 decemberében nyugalomba vonult. Megbízott igazgató volt az Árpád Gimnáziumban 1926. április–1927. február között.
Különféle cikkek írt az Urániában és napilapokban. Egy ideig szerkesztője volt a Vasárnap c. hetilapnak. Kétszer nyert irodalmi pályadíjat. A vértesaljai ref. egyházmegye világi tanácsbírája is volt.
1920-tól kezdve ellenezte a numerus clausus törvények bevezetését. Vajda Péter Köztéri kanonizálás című cikkében ezt írta: „A korabeli jobboldali sajtó agyonhallgatta, az utókor is elfeledte az Országgyűlés ügydöntő ülésén ugyancsak felszólaló Vasadi Balogh Györgyöt: „Álláspontom, hogy az iskola nem tűr meg semmiféle felekezeti szempontot, semmiféle politikát... Én tehát azt hiszem, hogy ha az egyetemi beiratkozásnál nem teljesen a tudományos szempont fog irányadónak tekinteti, akkor nagyon könnyen megeshetik, hogy éppen a tehetségesek, éppen azok fognak kirekedni az egyetemről, akik hivatva lennének olyan tudósok, olyan írók, olyan művészek lenni, amilyeneket a miniszter úr szeretne.” E felszólaló kisgazda próféta volt, elég néhány nevet említeni, mint Szilárd Leóét, Gábor Dénesét, Teller Edéét, Koestler Arthurét... Népszava, 2012-08-17. 193. sz.

## Fontosabb művei
- Ahol az ágyú szól. Budapest. Singer és Wolfner. 1905.
- Való és kigondolt történetek. Neumann-nyomda, Ipolyság. 1906.
- A magyar hegemónia. Budapest, 1914.
- Fegyverben. Két év a III/69-es hindenburg-bakák háborús életéből. Budapest, Kereskedelmi nyomda. 1919.
- Kék vizek mellett. Budapest, Kereskedelmi nyomda. 1919.
- Fejér vármegye közgazdasági helyzete.